# Astero
Astero — электронный проект музыкантов-продюсеров, созданный в 2008 году в Санкт-Петербурге. Артисты совмещают DJ-set и живое инструментальное шоу в котором используют клавишные, гитару, саксофон, перкуссию,
электронные ударные и цифровые контроллеры. Известны своими композициями и ремиксами в стиле хаус.
Astero сотрудничают с такими исполнителями как Баста, IOWA, Руки Вверх, Юлианна Караулова, Alekseev, Марсель, Kadebostany.
Участники проекта являются создателями еженедельного авторского радиошоу Mastereo на танцевальной радиостанции DFM, охватывающей 100 городов вещания, включая 13 городов-миллионников.
Проект стал известен после ремиксов на песни Depeche Mode «Dream On» и N.O.H.A. «Tu Café».
После начала сотрудничества с лейблом Студия Союз в 2015 году, проект выпустил ремикс на песню швейцарской группы Kadebostany — Teddy Bear, который существенно приумножил популярность Astero и Kadebostany в России, попав на первые строчки главных радиостанций страны.
Следующим ремиксом, вошедшим в большинство чартов танцевальных радиостанций СНГ стал ремикс на Raving George и Oscar and the Wolf «You’re Mine» записанный совместно с DJ Antonio.
Новой ступенью карьеры стал выпуск авторских треков «Satellite» (при участии Tiana) и «Blame», записанного совместно с продюсером Matvey Emerson, который за короткое время появился в ротации радиостанций России, включая Europa Plus.
В 2014 году принимал участие в проекте «Дыхание ночи», связанным с сетью ресторанов «Максимилианс»
В 2018 году выходит сингл «Дмитрий Маликов & Astero — Всё будет», где проект выступил в роли продюсеров и соисполнителей песни. В начале 2019 года работа попадает в чарты таких радиостанций, как «Русское Радио», «Дорожное радио», «Авторадио» и других
. В конце 2019 года песня была удостоена музыкальной премии «Золотой граммофон».
23 ноября 2019 года состоялось совместное выступление Дмитрия Маликова & Astero на премии «Золотой граммофон» в Кремле и в Ледовом Дворце в Санкт-Петербурге. Телеверсия была показана на Первом канале 29 декабря 2019.
В 2020 году вышли два сингла — «On the Run» (совместно с нидерландским исполнителем Baxter) и «Poison» (совместно с певцом и автором Matvey Emerson).